# Eustraty (Zoria)
Eustraty, imię świeckie Iwan Wołodymyrowycz Zoria (ur. 21 października 1977 w Czerkasach) – biskup Ukraińskiego Kościoła Prawosławnego Patriarchatu Kijowskiego, następnie (od 2018 r.) Kościoła Prawosławnego Ukrainy.

## Życiorys
Od 1992 do 1996 był hipodiakonem biskupa czerkaskiego i czehryńskiego (jurysdykcja Patriarchatu Kijowskiego) Nestora. Po ukończeniu w 1994 szkoły średniej podjął naukę w seminarium duchownym Patriarchatu Kijowskiego w Kijowie, kończąc szkołę w 1997 jako jeden z najlepszych absolwentów. Naukę teologii kontynuował w Kijowskiej Akademii Duchownej Patriarchatu Kijowskiego i ukończył ją z tytułem kandydata nauk teologicznych, broniąc dysertacji poświęconej Egzarchatowi Ukraińskiemu Rosyjskiego Kościoła Prawosławnego. Od 2001 jest wykładowcą tejże uczelni, od 2008 – docentem. Równocześnie od 1997 do 1998 był hipodiakonem patriarchy kijowskiego Filareta, zaś od 1997 – posłusznikiem w monasterze św. Michała Archanioła o Złotych Kopułach. Wieczyste śluby mnisze złożył 12 kwietnia 1998 przed przełożonym klasztoru ihumenem Dymitrem, przyjmując imię Eustraty na cześć św. Eustratego Pieczerskiego. Cztery dni później patriarcha kijowski Filaret wyświęcił go na hierodiakona, zaś 4 czerwca 2000 udzielił mu święceń kapłańskich i skierował do pracy duszpasterskiej w głównym soborze monasteru św. Michała Archanioła o Złotych Kopułach.
W 2002 został sekretarzem prasowym Patriarchatu Kijowskiego. Od 2005 reprezentował Patriarchat Kijowski w Sekretariacie Wszechukraińskiej Rady Kościołów i organizacji religijnych. W 2003 otrzymał godność ihumena, zaś w 2007 – archimandryty. 13 maja 2008 Święty Synod Patriarchatu Kijowskiego nominował go na biskupa wasylkowskiego, wikariusza eparchii kijowskiej. Jego chirotonia biskupia miała miejsce w soborze św. Michała Archanioła w monasterze pod tym samym wezwaniem w Kijowie 25 maja 2008. Od 2010 biskup Eustraty był sekretarzem Świętego Synodu Patriarchatu Kijowskiego. W 2011 jego tytuł uległ zmianie na biskup bohusławski.
W 2012 został ordynariuszem eparchii czernihowskiej, jednocześnie otrzymując godność arcybiskupa.
2 lutego 2023 został mianowany ordynariuszem nowo utworzonej eparchii białocerkiewskiej. Metropolita Epifaniusz nadał mu również godność metropolity.